# Chrysocharis entedonoides
Chrysocharis entedonoides är en stekelart som först beskrevs av Walker 1872.  Chrysocharis entedonoides ingår i släktet Chrysocharis och familjen finglanssteklar. Arten är reproducerande i Sverige. Inga underarter finns listade i Catalogue of Life.